# Trajanov zid
Trajanov zid (romunsko Valul lui Traian) je naziv več dolgih utrdb iz zemlje (romunsko valla), odkritih v vzhodni Evropi v Romuniji, Moldaviji in Ukrajini. 
V nasprotju s splošnim mnenjen utrdb niso zgradili Rimljani med Trajanovo okupacijo Dakije. Zgrajene so bile v kasnejših obdobjih. Njihova povezava z rimskim cesarjem je morda nedavna iznajdba, ki je v domišljijo domačinov vstopila šele z narodnim prebujanjem v 19. stoletju. V srednjeveških moldavskih dokumentih se zemeljska dela imenujejo Trojan (Troian) in so verjetno povezana z istoimenskim mitološkim junakom v romunski in slovanski folklori. Po mitološkem junaku je poimenovana tudi Novakova brazda  (Brazda lui Novac), druga velika zemeljska utrdba v Romuniji.

## Romunija
V Romuniji so trije zidovi v južni osrednji Dobrudži, ki se raztezajo od Donave do Črnega morja. Njihova relativna kronologija je znana, medtem ko je datiranje posameznih zidov  še vedno sporno.  Zidovi naj bi bili zgrajeni v različnem času v zgodnjem srednjem veku v drugi polovici 1. tisočletja. Njihovi graditelji so predmet dveh teorij, ki se v veliki meri razhajata in sta odvisni od narodnosti njunih avtorjev. Bolgarski zgodovinarji trdijo, da so bili zidovi zgrajeni v Prvem bolgarskem cesarstvu kot obramba proti skupinam različnih nomadov, ki so vdirali s sevenih Pontskih step. Na drugi strani nekaj romunskih zgodovinarjev poskuša vsaj del zidov pripisati bizantinskima cesarjema Ivanu I. Cimisku (969 –976) in Baziliju II. (976–1025).
Najstarejši in najkrajši vallum je Mali zemeljski nasip, dolg 61 km. Razteza se od Cetatea Pătululuion ob Donavi do Konstance na črnomorski obali. V celoti je zgrajen iz zemlje. Na njem ni nobenih obrambnih objektov, na južni strani pa ima jarek. Njegove značilnosti kažejo, da so ga zgradili prebivalci, živeči severno od njega, da bi se zavarovali pred sovražnikom na jugu..
Drugi je Veliki zemeljski nasip, dolg 54 km, ki se na nekaterih odsekih prekriva s prvim. Začne se na Donavi, sledi dolini reke Carasu in se konča pri Palasu, zahodno od Konstance. Njegova povprečna višina je 3,5 m. Na obeh straneh ima jarek. Na njem je zgrajenih 63 utrdb: 35 večjih (castra) in 28 manjših (castella). Povprečna razdalja med utrdbami je 1 km. Vallum kaže znake rekonstrukcije.
Tretji vallum, imenovan Kamniti zid, je prav tako narejen iz zemlje, vendar ima na grebenu kamnit zid. Dolg je 59 km in se razteza od južno od Axiopolisa do obale Črnega morja. Konča se  75 m južno od Malega zemeljskega zidu. Zemljen del je visok približno 1,5 m, kamnit zid na vrhu pa povprečno 2 m. Na severni strani ima jarek in 26 utrdb. Razdalja med njimi je 1 do 4 km.
Po vallumu je imenovana občina Valu lui Traian (bivša Hasancea).
V severnem delu Dobrogee (Dobrudža) južno od Donave je bil zid, ki ga je verjetno zgradil Trajan. Potekal je med sedanjo Tulceo in staroveškim mestom 
Halmyris na vzhodu. Dolg je bil 60 km. Zid so odkrili na fotografijah, posnetih iz zraka.

## Moldavija
Zidovi v Moldaviji so zemljeni in lesene palisade. Ohranjena sta dva velika odseka: Gornji Trajanov zid in  Južni ali Spodnji Trajanov zid.
Za Južni Trajanov zid se domneva, da ga  je v 3.  stoletju zgradil gotski kralj Atanarik. Začne se v Romuniji in poteka preko mest Buciumeni, Tiganesti, Tapu in Stoicani. Od tu je 126 km dolg odsek do vasi Vadul lui Isac v okrožju Cahul. Zid se ob reki Prut nadaljuje v Ukrajino in se konča pri jezeru Sasik. Za zid se domneva, da so ga zgradili Rimljani, ker je njegova gradnja zahtevala veliko znanja in delovne sile, ki je barbari, kot so bili  Atanarikovi Goti, niso imeli.
Za Gornji Trajanov zid se domneva, da so ga v 4. stoletju zgradili Goti Grevtungi, da bi branil mejo pred Huni. Dolg je 120 km in se razteza od Dnestra do Pruta. Od tam se nadaljuje do Tiganesti Sendreni v Romuniji.  
Framenti Trajanovega zidu so tudi v Leovi.

## Ukrajina
Okop, znan kot Trajanov zid, je tudi v Podolju in poteka skozi sodobno okrožje Kamjanec-Podilski, Uşiţo in Hmelnicki. V Ukrajini se konče tudi del moldavskega Spodnjega Trajanovega zidu.
Zgodovinar Alexandru V. Boldur meni, da je bil Trajanov zid, ki se začne pri Uşiţi na reki Dnester/Nistru, v 13. stoletju zahodna meja ozemlja Bolohovinov.

## Vir
- Rădulescu Adrian, Bitoleanu Ion. Istoria românilor dintre Dunăre şi Mare: Dobrogea. Editura Ştiinţifică şi Enciclopedică. București, 1979.